# L'onore e il rispetto (album)
L'Onore e il Rispetto, è un album in studio del disc jockey, produttore discografico e conduttore radiofonico italiano Carlo Prevale. È stato prodotto e pubblicato in tutto il mondo il 22 maggio 2017 dall'etichetta discografica italiana Plast Records.

## Descrizione
L'album è incentrato sulla colonna sonora della celebre Fiction televisiva di Canale 5 L'onore e il rispetto, composta dal musicista napoletano Savio Riccardi. L'album è strutturato in 8 brani di 4 versioni differenti: Clubbing Vision, Tanzen Vision, Unusual Vision, Violent Vision in extended e radio mix. Tutte realizzate, arrangiate e missate da Prevale.

## Tracce
Musiche di Savio Riccardi; edizioni musicali Plast Records.
1. Prevale – L'Onore e il Rispetto Clubbing Vision (Radio Mix) – 3:09 (musica: Savio Riccardi)
2. Prevale – L'Onore e il Rispetto Clubbing Vision (Extended Mix) – 5:53 (musica: Savio Riccardi)
3. Prevale – L'Onore e il Rispetto Tanzen Vision (Radio Mix) – 3:06 (musica: Savio Riccardi)
4. Prevale – L'Onore e il Rispetto Tanzen Vision (Extended Mix) – 5:48 (musica: Savio Riccardi)
5. Prevale – L'Onore e il Rispetto Unusual Vision (Radio Mix) – 3:06 (musica: Savio Riccardi)
6. Prevale – L'Onore e il Rispetto Unusual Vision (Extended Mix) – 5:48 (musica: Savio Riccardi)
7. Prevale – L'Onore e il Rispetto Violent Vision (Radio Mix) – 3:40 (musica: Savio Riccardi)
8. Prevale – L'Onore e il Rispetto Violent Vision (Extended Mix) – 6:51 (musica: Savio Riccardi)

Durata totale: 37:21